# Villa Medem

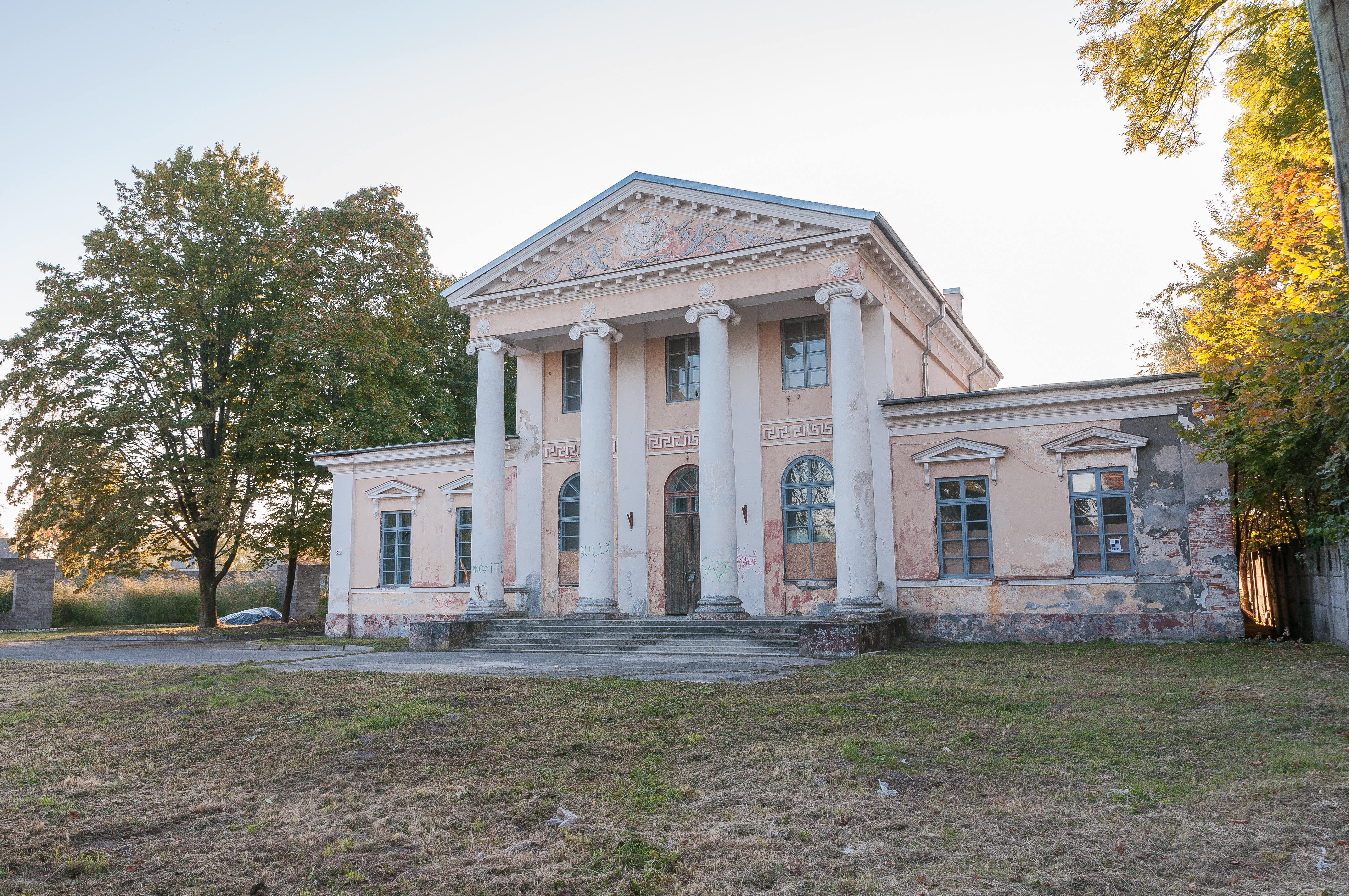
Villa Medem

Die Villa Medem wurde 1818 in Mitau (Kurland), heute Jelgava (Lettland), durch den Architekten Johann Adam Berlitz erbaut. Das Haus hatte im Anschluss an die Eigentümerin Dorothea von Kurland eine bis heute wechselhafte Geschichte. Während des Zweiten Weltkriegs brannte das Haus völlig ab, wurde danach seitens der russischen Kommandantur aufgebaut, später erneut zerstört und war schließlich eine jahrelang brach liegende Ruine in Jelgava. 2015 entdeckte der deutsche Unternehmer und Investor Carsten Oestmann das Objekt zufällig bei einem Spaziergang. Er gründete die Immobiliengesellschaft SIA Leopolds und erwarb die Ruine und den Grundbesitz. Anschließend erfolgte die jahrelange Restaurierung, die bis heute in Details andauert. Das Objekt wird teilweise privat bewohnt und andererseits der Öffentlichkeit für Veranstaltungen angeboten.
Der die Villa umgebende Park wurde seitens der Stadtverwaltung im Jahr 2021 zu einem der größten Abenteuerspielplätze Lettlands ausgebaut.